# Dichagyris caucasica
Dichagyris caucasica är en fjärilsart som beskrevs av Otto Staudinger 1877. Dichagyris caucasica ingår i släktet Dichagyris och familjen nattflyn. Inga underarter finns listade i Catalogue of Life.